# Hebius vibakari
Hebius vibakari är en ormart som beskrevs av Boie 1826. Hebius vibakari ingår i släktet Hebius och familjen snokar.
Arten förekommer i nordöstra Kina, i angränsande områden av Ryssland, på Koreahalvön och i Japan. Honor lägger ägg.

## Underarter
Arten delas in i följande underarter:
- H. v. danjoensis
- H. v. vibakari

## Bildgalleri

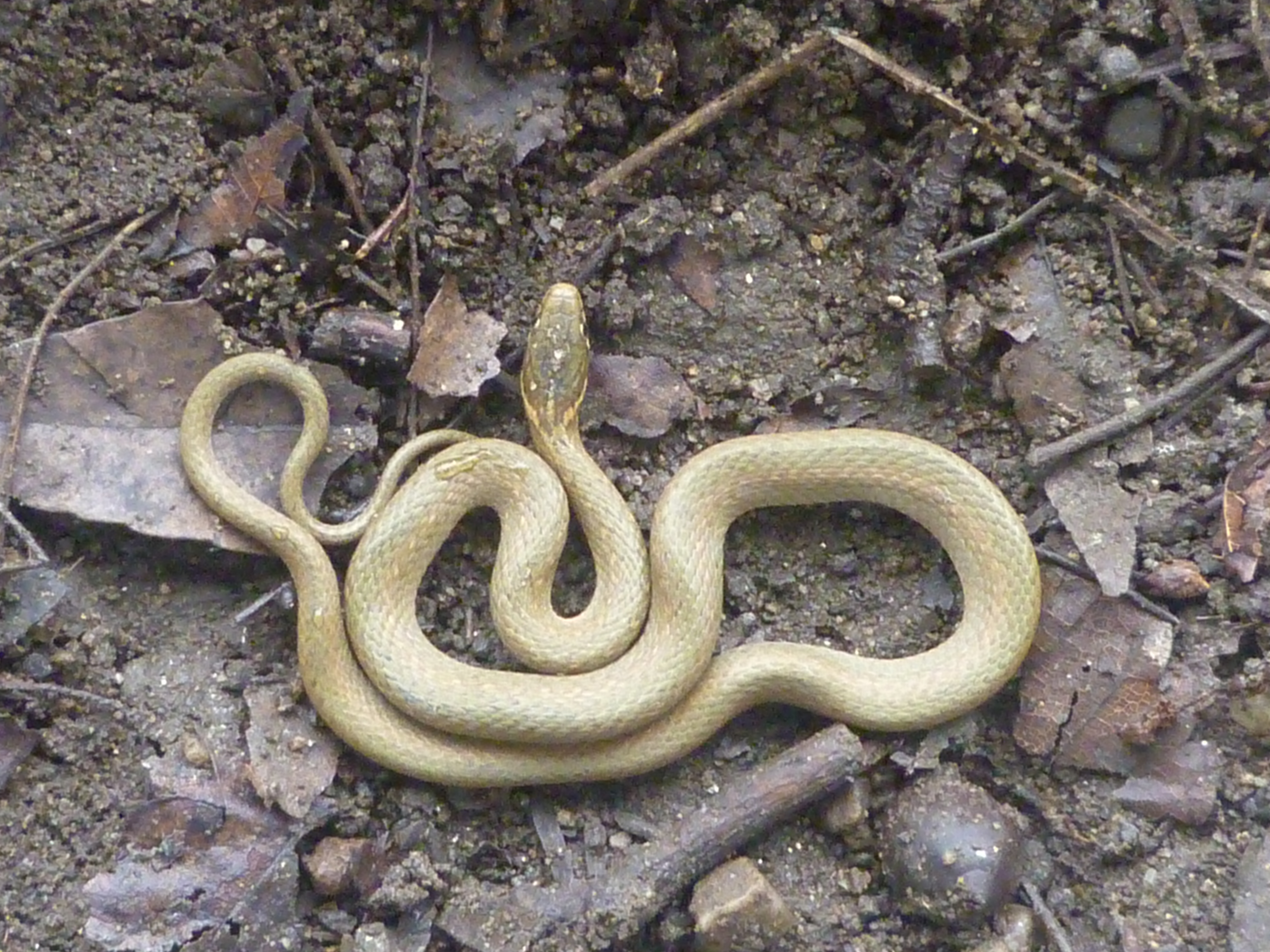
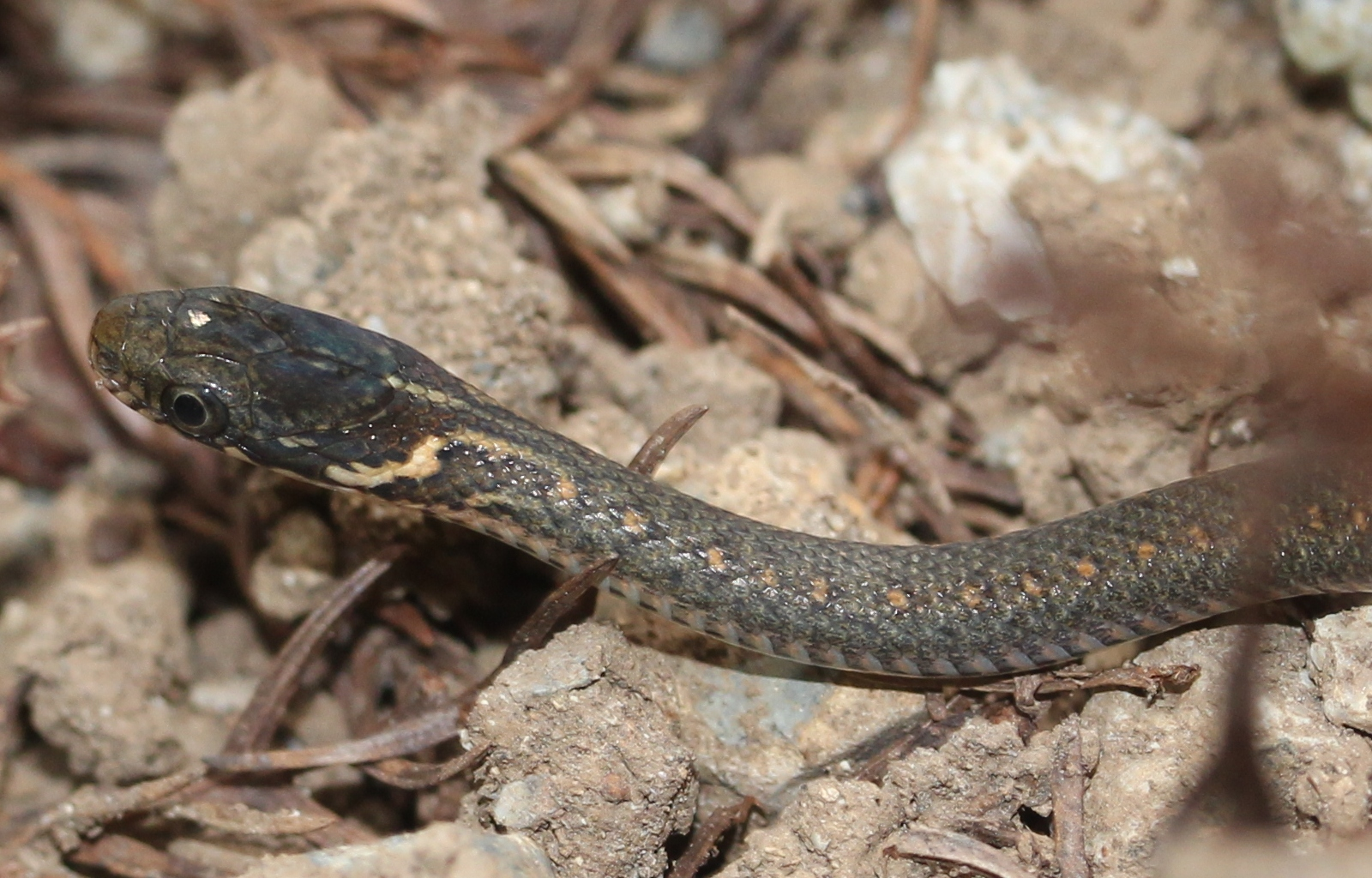